# 名城 (名古屋市)

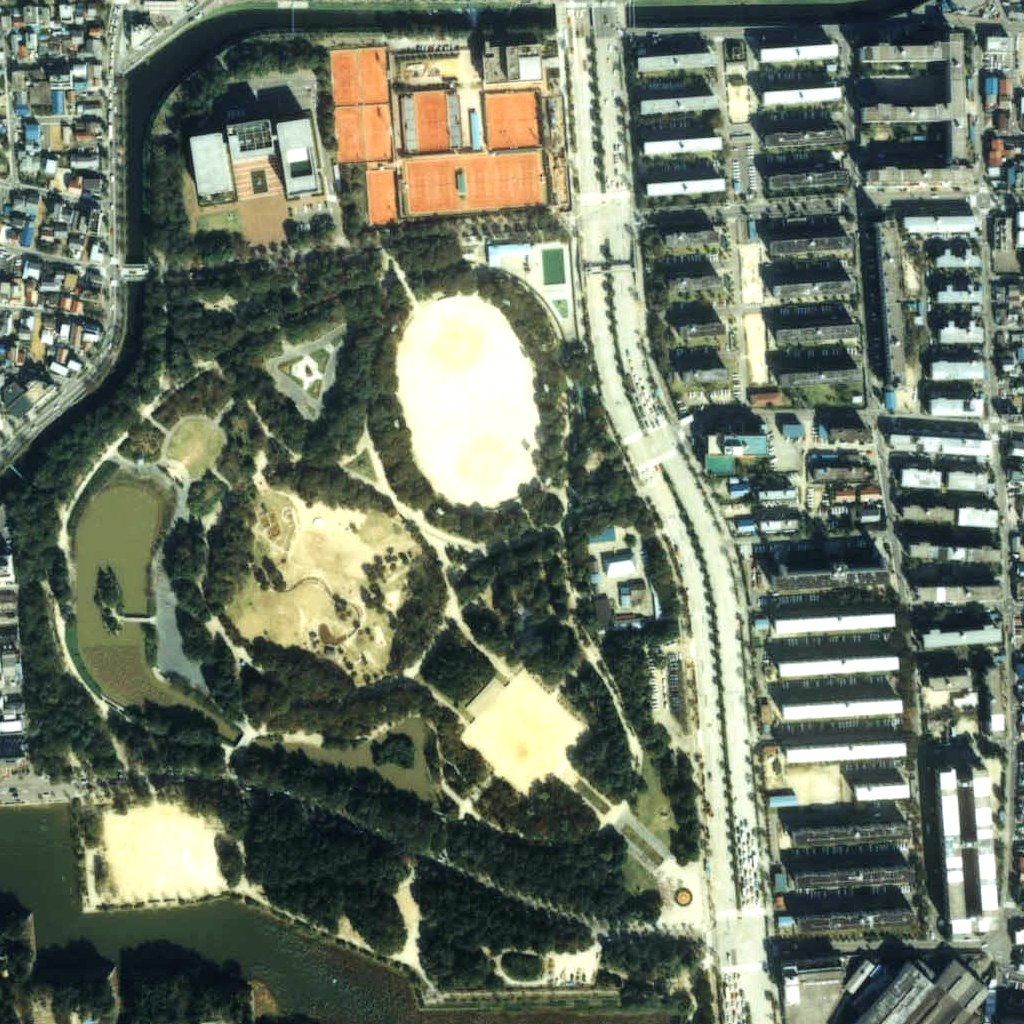
名城全体図（1987年）

名城（めいじょう）は、愛知県名古屋市北区にある地名。現行行政地名は名城一丁目から名城三丁目。住居表示実施済み。

## 概要
一丁目は全体が公園（名城公園）、二丁目は主に団地（城北住宅・名城住宅など）、三丁目は主に学校（愛知学院大学名城公園キャンパス）となっており、いわゆる一軒家といった個人宅地の全くない地域である。愛知学院大学が移転する前はほとんど公園・団地のみで構成された地域であった。

## 地理
名古屋市北区南西部に位置する。東は柳原、西は西区城西・堀端町、南は中区本丸・二の丸・三の丸、北は金城に接する。

## 歴史

### 地名の由来
名古屋城にちなむとされている。

### 沿革
- 1951年（昭和26年）5月1日 - 北区上名古屋町字北野の大部分（旧陸軍北練兵場）により、名城町として成立[2][3]。
- 1980年（昭和55年）11月23日 - 一部が柳原一丁目となる[3]。
- 1982年（昭和57年）9月5日 - 上名古屋町の全域と名城町の一部により名城一丁目が、城北新町の一部により名城二丁目が、城北新町と名城町の各一部により名城三丁目が成立。名城町の残部のうち堀川を除く部分は柳原一丁目に編入され消滅[3]。

## 世帯数と人口
2019年（平成31年）1月1日現在の世帯数と人口は以下の通りである。
| 丁目       | 世帯数    | 人口    |
| ---------- | --------- | ------- |
| 名城二丁目 | 584世帯   | 1,103人 |
| 名城三丁目 | 466世帯   | 842人   |
| 計         | 1,050世帯 | 1,945人 |

### 人口の変遷
国勢調査による人口の推移
| 1995年（平成7年）  | 5,360人 | [ WEB 5 ] |  |
| 2000年（平成12年） | 4,882人 | [ WEB 6 ] |  |
| 2005年（平成17年） | 4,411人 | [ WEB 7 ] |  |
| 2010年（平成22年） | 3,617人 | [ WEB 8 ] |  |
| 2015年（平成27年） | 2,611人 | [ WEB 9 ] |  |

## 学区
市立小・中学校に通う場合、学校等は以下の通りとなる。また、公立高等学校に通う場合の学区は以下の通りとなる。
| 丁目       | 番・番地等 | 小学校               | 中学校                 | 高等学校 |
| ---------- | ---------- | -------------------- | ---------------------- | -------- |
| 名城一丁目 | 全域       | 名古屋市立清水小学校 | 名古屋市立八王子中学校 | 尾張学区 |
| 名城二丁目 | 全域       | 名古屋市立清水小学校 | 名古屋市立八王子中学校 | 尾張学区 |
| 名城三丁目 | 全域       | 名古屋市立清水小学校 | 名古屋市立八王子中学校 | 尾張学区 |

## 交通

### 鉄道
名古屋市営地下鉄（名古屋市交通局）
- 名古屋市営地下鉄名城線 - 名城公園駅（M08）

### バス
名古屋市交通局
- 名古屋市営バス（市バス）
  - 名城公園停留所
    - 1番のりば - 栄11号系統（栄行）・栄25号系統（栄行）
    - 2番のりば - 栄11号系統（如意車庫前・平田住宅行）・栄25号系統（名塚中学・名西橋行）

  - 名城町停留所
    - アのりば - 栄11号系統（如意車庫前・平田住宅行）・栄25号系統（名塚中学・名西橋行）
    - イのりば - 栄11号系統（栄行）・栄25号系統（栄行）

### 道路
- 大津通（名古屋市道大津橋城北新町線）[WEB 12]

## 施設
- 名古屋市営城北荘

名城二丁目および名城三丁目にまたがって所在する市営住宅。22棟の住棟から成り、1960年（昭和35年）から1972年（昭和47年）にかけて整備された。1302戸。住宅内に名城保育園を設置している。
- 合同宿舎城北住宅
- 合同宿舎名城住宅
- 愛知学院大学名城公園キャンパス
- 天王神社
- かつては県警の名城会館があった[4]。

### 名城一丁目
- 名古屋市上下水道局名城水処理センター
  - 名古屋市下水道科学館
  - 名城庭球場

1966年（昭和41年）4月1日開業。
- 愛知県スポーツ会館
- 名城公園（北園）
  - 名城プール
  - 北土木事務所名城公園分所
  - 名城公園フラワープラザ
  - 愛知国際アリーナ（IGアリーナ）

### 名城三丁目
- 名古屋市名城保育園

1969年（昭和44年）7月15日設置の名古屋市立保育園。

## その他

### 日本郵便
- 郵便番号 : 462-0846[WEB 2]（集配局：名古屋北郵便局[WEB 14]）。

### WEB
1. 1 2  “町・丁目(大字)別、年齢(10歳階級)別公簿人口(全市・区別)”.   名古屋市 (2019年1月23日). 2019年1月23日閲覧。
2. 1 2  “郵便番号”.  日本郵便. 2019年1月6日閲覧。
3. ↑  “市外局番の一覧”.   総務省. 2019年1月6日閲覧。
4. ↑  “北区の町名一覧”.   名古屋市 (2015年10月21日). 2019年1月12日閲覧。
5. ↑  総務省統計局 (2014年3月28日). “平成7年国勢調査の調査結果(e-Stat) - 男女別人口及び世帯数 －町丁・字等” (CSV). 2019年4月27日閲覧。
6. ↑  総務省統計局 (2014年5月30日). “平成12年国勢調査の調査結果(e-Stat) - 男女別人口及び世帯数 －町丁・字等” (CSV). 2019年4月27日閲覧。
7. ↑  総務省統計局 (2014年6月27日). “平成17年国勢調査の調査結果(e-Stat) - 男女別人口及び世帯数 －町丁・字等” (CSV). 2019年4月27日閲覧。
8. ↑  総務省統計局 (2012年1月20日). “平成22年国勢調査の調査結果(e-Stat) - 男女別人口及び世帯数 －町丁・字等” (CSV). 2019年4月27日閲覧。
9. ↑  総務省統計局 (2017年1月27日). “平成27年国勢調査の調査結果(e-Stat) - 男女別人口及び世帯数 －町丁・字等” (CSV). 2019年4月27日閲覧。
10. ↑  “市立小・中学校の通学区域一覧”.   名古屋市 (2018年11月10日). 2019年1月14日閲覧。
11. ↑  “平成29年度以降の愛知県公立高等学校（全日制課程）入学者選抜における通学区域並びに群及びグループ分け案について”.   愛知県教育委員会 (2015年2月16日). 2019年1月14日閲覧。
12. ↑  名古屋市緑政土木局路政部道路利活用課 (2012年4月1日). “名古屋市道路認定図 北区名城一丁目”. 2014年2月26日閲覧。
13. 1 2 3 4  名古屋市住宅都市局住宅部住宅整備課 (2017年8月). “名古屋市公共施設白書（第2版） 資料編 施設カルテ【市営住宅等】（平成28年3月31日現在）” (PDF).   名古屋市. 2019年8月5日閲覧。
14. ↑  郵便番号簿 平成29年度版 - 日本郵便. 2019年01月06日閲覧 (PDF)

### 書籍
1. ↑  名古屋市計画局 1992, p. 199.
2. ↑  名古屋市北区役所市民室 1979, p. 66.
3. 1 2 3  名古屋市計画局 1992, p. 748.
4. ↑  「角川日本地名大辞典」編纂委員会 1989, p. 1454.
5. ↑  名古屋市会事務局 1983, p. 52.
6. ↑  名古屋市子ども青少年局子育て家庭部保育課 2007, p. 90.